# Кушнаренко, Николай Иванович
Николай Иванович Кушнаренко — советский хозяйственный, государственный и политический деятель.

## Биография
Родился в 1938 году в Неклиновском районе. Член КПСС.
С 1956 года — на хозяйственной, общественной и политической работе. В 1956—2013 гг. — разнорабочий в совхозе «Таганрогский» Неклиновского района, руководитель научных и производственных сельскохозяйственных предприятий, первый заместитель председателя Ростовского облисполкома, председатель Агропромышленного комитета Ростовской области, председатель союза агропромышленных формирований Ростовской области «Ростовоблагропромсоюз», генеральный директор открытого акционерного общества «Донвино».
Делегат XXVII съезда КПСС.
Народный депутат России.
Живёт в Ростове-на-Дону.